# Hugo Lagerström
Josef Hugo Lagerström, född 3 mars 1873 i Johannes församling i Stockholm, död 21 mars 1956 i Kungsholms församling i Stockholm, var en svensk boktryckare, författare och redaktör.

## Biografi
Lagerström var son till skomakarmästaren Carl Olof Långström Lagerström och Sara Christina Norberg. 
Efter något år som snickarlärling kom han 1887 i lära hos boktryckaren Stellan Stål i Stockholm, där han arbetade i nio år innan han 1896 flyttade till Centraltryckeriet och kort därefter till Tyskland för att studera vid Handwerkerschule i Berlin. År 1897 flyttade han åter till Sverige och började arbeta vid Iduns tryckeri i Stockholm, där han 1899 blev faktor. År 1903 lämnade han Iduns hovboktryckeri för att tillsammans med sin bror Carl Lagerström grunda Bröderna Lagerströms tryckeri och var dess verkställande direktör från 24 oktober 1906 till 1944.

## Yrkesverksamhet
År 1900 grundade han tillsammans med brodern Carl Lagerström tidskriften Nordisk boktryckarekonst. I tidskriften argumenterade han för bildandet av en yrkesskola för boktryckare, och 1903 bildades Yrkesskolan för bokhantverk som mellan 1906 och 1934 stod under hans ledning. Bröderna Lagerströms tryckeri hade också viss förlagsverksamhet, där bland annat Pär Lagerkvists första bok, Ordkonst och bildkonst, publicerades 1913. Lagerström var också med och bildade Svenska exlibrisföreningen 1935 och var 1934–1935 dess ordförande. Han var medstiftare av Michaelisgillet 1906 och dess sekreterare (1905–1955) samt medstiftare av Konsthantverkarnas gille 1906, dess ordförande 1906–1931. Han medverkade även energiskt i Föreningen för bokhantverk, var dess skattmästare 1906–1910 och i Svenska slöjdföreningen 1914–1934. Han var dessutom ledamot av styrelsen för Svenska boktryckareföreningen 1911–1945, av Boktryckarekammaren 1913–1915, skattmästare i Svenska yrkesskoleföreningen 1923–1945.
Hugo Lagerström är gravsatt i Gustav Vasa kyrkas kolumbarium i Stockholm.